# Beto Vazquez Infinity
Beto Vázquez Infinity ist ein argentinisches Heavy-Metal-Projekt aus Buenos Aires unter der Leitung von Alberto „Beto“ Vázquez. Das im Jahr 2000 gegründete Ensemble hat sieben Studioalben und eine Live-DVD veröffentlicht. Vazquez nutzt eine große Anzahl an Gästen auf seinen Platten, während er gelegentlich live mit einer sechsköpfigen Band spielt.

## Geschichte
Vazquez war zuvor Mitglied der Thrash-Metal-Band Nepal, die im Jahr 2000 aufgelöst wurde. Auf der Suche nach einer anderen musikalischen Ausrichtung komponierte er im September 1999 eine Demo und bot sie dem argentinischen Plattenlabel Nems Enterprises an. Sie gaben ihm einen Plattenvertrag. Schlagzeuger und Produzent Marcelo Ponce schlug die Verwendung von Gastsängern vor, die auf Englisch sangen, um eine weltweite Veröffentlichung zu ermöglichen. Vázquez schrieb und produzierte alle Songs, die Auftritte von Tarja Turunen (damals bei Nightwish), Candice Night (Blackmore’s Night), Sabine Edelsbacher (Edenbridge) und Fabio Lione (ex-Rhapsody of Fire) enthielten. Das Schlagzeug spielte Jörg Michael ein. Das selbstbetitelte Album wurde im März 2001 in Südamerika und ein Jahr später über Drakkar Entertainment veröffentlicht. Er tourte mit einer sechsköpfigen Band, die ihr internationales Debüt auf dem Viña Rock Festival in Spanien gab. Sie unterstützten auch Gigs anderer Bands, darunter Nightwish, Labyrinth, Vision Divine, Angra und Tierra Santa. Gegen Ende 2002 wurde die Wizard EP veröffentlicht, die verschiedene Coverversionen und Outtakes enthielt.
2006 veröffentlichte Beto Vázquez ein zweites Studioalbum, Flying Towards the New Horizon mit seinem eigenen Label BVM Records. Es beinhaltete Gastauftritte von Antti Raili (Celesty), Aldo Lonobile (Secret Sphere) und Sonia Pineault (Forgotten Tales). Die Veröffentlichung des Albums beschränkte sich zunächst auf Argentinien. Später wurde mit Rock Empoire Music ein weiteres Label gefunden.
Zwei Jahre später erschien das Album Darkmind auf demselben Label, mit Olaf Thorsen (Vision Divine, Labyrinth), Sandra Schleret (Elis), Marcela Bovio (Stream of Passion) und Manda Ophuis (Nemesea). Eine europäische Veröffentlichung folgte ein Jahr nach der Erstveröffentlichung.
Im Jahr 2010 veröffentlichte Beto Vázquez am zehnten Jahrestag des Projekts, das Doppelalbum Existence. Es enthielt zwanzig Gastmusiker, darunter Timo Tolkki (ex Stratovarius), Dominique Leurquin (Rhapsody of Fire), Alfred Romero (Dark Moor) und Jacob Jansen (Anubis Gate).
Im Dezember 2012 veröffentlichte Vázquez das Album Beyond Space Without Limits mit Gastmusikern der Argentina Opera wie Dario Schmunck, Santiago Bürgi und vielen anderen. Es enthielt eine Bonus-CD mit acht Coverversionen.
2018 folgte Humanity, auf dem unter anderem Sergio Mazul (Semblant), Mizuho Lin (Semblant), Vanessa Nane (Crownless), Pablo G. Soler (Tren Loco), Roberto Potenti (Skylark), Juan Pablo Kilberg (Renacer, Magika), Jessica Lehto (Factory of Dreams) und Christian Ariel Bertoncelli (Holy Rock) zu hören sind.
2021 erschien das bislang letzte Album Mental Asylum. Gäste sind Claudio Marciello, Tito García (Lethal), Iván Sención (Watchmen), Christian Vidal (Therion) und Snowy Shaw.

## Live
Nach einigen Jahren als Studio-only-Projekt versammelt Vazquez 2011 eine sechsköpfige Band mit Blick auf Live-Shows. Seitdem spielten sie unterstützend für Sirenia und waren im Roxy Live und Metal para Todos zu sehen. Ein Highlight war die Unterstützung der Band Yes im Luna Park Stadium 2013. Am 12. März 2014 wurde die DVD Live in Buenos Aires von Vazquez produziert und im November 2013 aufgenommen.

## Diskografie

### Alben
- 2001: Beto Vázquez Infinity (Drakkar Entertainment)
- 2006: Flying Towards the New Horizon (Beto Vazquez Music/Rock Empire Music)
- 2008: Darkmind (Beto Vazquez Music/Rock It Up Records)
- 2010: Existence Part 1 & 2 (Beto Vazquez Music/Ice Warrior/Rock It Up Records)
- 2012: Beyond Space Without Limits (Beto Vazquez Music)
- 2018: Humanity (Beto Vazquez Music)
- 2021: Mental Asylum (Beto Vazquez Music)

### Livealben
- 2016: 15 Years Alive (Beto Vazquez Music)
- 2021: Live Asylum (Beto Vazquez Music)

### DVD
- 2014: Live in Buenos Aires (Beto Vazquez Music)

### EPs
- 2000: Battle of Valmourt (NEMS Enterprises)
- 2001: Wizard (NEMS Enterprises)

### Singles
- 2021: Sto-vo-kor
- 2021: Chaotic Darkness